# Цървена звезда (воденски вестник)
„Цървена звезда“ е гръцки комунистически вестник, орган на Тайната освободителна македонска организация за Воденско.
Печатан е на циклостил на воденски диалект, но с гръцка азбука в периода от лятото на 1942 до октомври 1943 година. Редактор му е Вангел Аяновски, а първа страница е илюстрирана от гърка Андреас Андроникас. Размножаван е на циклостила на Окръжния комитет на Комунистическата партия на Гърция за Воденско. Излизат над 20 броя в тираж до 150 бройки. След забраната на ТОМО от страна на КПГ, вестникът престава да излиза.